# Henri-François Berton
Henri-François Berton (París, 1784-1832) fou un compositor de música francès.
Era fill natural del també compositor Henri-Montan Berton (1766-1844). Va ser alumne del Conservatori de París i després es dedicà a l'ensenyança del cant. El 1821 fou nomenat professor del Conservatori.
Va compondre un gran nombre de romances i les òperes:
- Monsieur Desbosquets,
- Jaune et Vieulle,
- Ninette à la cour,
- Les caquets,
- Une heure d'absence,